# 张叔平烈士故居
张叔平烈士故居，位于山西省吕梁市方山县大武镇大武一村，已列为山西省文物保护单位。

## 保护
2021年8月4日，张叔平烈士故居由山西省人民政府公布为第六批山西省文物保护单位，编号6-307。